# Matti Bergström
Matti Bergström (født 1. marts 1922, død 13. juli 2014) var en finlandssvensk læge og professor emeritus i fysiologi ved Helsingfors Universitet samt docent i bioelektronik ved Helsingfors Tekniska Högskola. Han var medlem af Finska Vetenskapsakademien og World Academy of Arts and Science.
Matti Bergström forskede i mere end 40 år i den menneskelige hjerne, og publicerede mere end 200 videnskabelige artikler og bøger, der bl.a. med udgangspunkt i et tværvidenskabeligt arbejde, har skabt debat om den pædagogiske og psykologiske praksis, man kender i den vestlige opdragelses- og undervisningskultur.
Matti Bergström var med til at udvikle den tværfaglige disciplin neuropædagogikken.

## Om Bergströms neuropædagogik
I barnets hjerne kæmper ifølge Bergström kaos og orden med hinanden. Det er en kamp mellem bevidsthed og information – en kamp, der resulterer i en indre balance, der gavner barnets alsidige udvikling. Børn er i førskolealderen kendetegnet ved, at de er bevidste, nysgerrige og entusiastiske i deres adfærd. Men når de kommer i skolealderen, sættes der en bremse for den adfærd. Skolen er den ydre kraft, der sætter denne indre balance ud af spil ved sin fokusering på information, orden og struktur.
En af hans pointer er, at den stærkt kundskabsorienterede folkeskole er direkte skadelig for hjernens udvikling og vækst, og at børn ville have bedre af en skole, der lagde vægten på fantasi, kreativitet og leg frem for den massive fokusering på kundskaber, der ifølge ham finder sted i dag. Skolen i dag producerer værdi-invalider, som han kalder det. Dermed mener han mennesker, der mangler evnen til indlevelse og prioritering.
Et af resultaterne af hans arbejder er udviklingen af neuropædagogikken, der tager udgangspunkt i en konkret tværvidenskabelig viden om hjernens funktioner og funktionsmåde. Bergström mener, at barnets hjerne kan sammenlignes med et uendeligt univers, der som et stort økosystem er fyldt med synapser, der uafbrudt danner nye galakser, liv og kommunikation. Derfor bør pædagogik handle om at stimulere alle barnets muligheder.
Allerede tidligt i fosterstadiet udvikles hjernestammen. Det er den del af hjernen, der rummer vores bevidsthed. Ifølge Bergström er fosteret tidligt bevidst om sin egen eksistens i tid og rum, men det har ikke meget andet at være bevidst om. Efter fødslen forandres og udvikles denne bevidsthed. Først er man bare til – senere kommer nysgerrigheden, og efterhånden som bevidstheden maksimeres, opstår entusiasmen.
Bergström sammenligner hjernestammen med en tilfældighedsgenerator, der konstant udsender kaotiske signaler og impulser, og i mødet med den logiske hjernebark formes idéerne og fantasien.
I rummet mellem den primitive hjernestamme og den videnskabelige hjernebark opstår Bergströms definition på Jeg'et. Jeg'et findes i det limbiske system, og er resultatet af mødet mellem orden og kaos. Bergström mener, at dette Jeg konstant kæmper mod usikkerhed og angst. Med videnskaben og logikken bekæmpes angsten for det ukendte i den ydre verden, og med fantasien og kunsten bekæmpes angsten for det ukendte i den indre verden.
Denne levende og kreative hjerne bliver ifølge Bergström ikke tilgodeset tilstrækkeligt i den vestlige civilisation, hvor han mener, man i for høj grad tager udgangspunkt i at udvikle de dele af hjernen, der benyttes til at kontrollere og beherske vores ydre miljø og omgivelser, mens vi forsømmer at udvikle menneskets kreative og æstetiske evner. Fantasi og leg bør i stedet være udgangspunktet i den pædagogiske handling, og opmuntres langt op i barnets skolegang.
Menneskets bevidsthedskraft i hjernestammen er ifølge Bergström den kaoskraft (entusiasme og fantasi), der kommer til udtryk i barnets leg og nysgerrighed. Det er den kraft, der undertrykkes i den kundskabsorienterede skole.
Frem for at tale om IQ-begrebet, der måler den logiske intelligens og EQ-begrebet, der måler den emotionelle intelligens, indfører Bergström begrebet virtuel intelligens, der er uafhængig af tid, rum og gravitation. Det er den intelligens, der undertrykkes og forsvinder, når barnet kommer i skole. Pludseligt er barnet for gammelt til at lege, der er ikke tid til dagdrømmeri, og hverdagen deles op i skemalagte moduler uden indbyrdes sammenhæng.
Ifølge Bergström fratages barnet derved muligheden for at kunne vokse op og træde i karakter på egne betingelser. Via skolen skaber vi kopier af os selv med det ene formål, at de skal udføre det arbejde, vi synes er vigtigt. Han ser dog et lyspunkt med computernes indtog i skolerne, idet barnet via computeren får adgang til en virtuel verden, som langt hen ad vejen minder om dets egen fantasiverden. Computeren åbner nye muligheder for indlevelse, fantasi og leg.

## Bergströms beskrivelse af hjernens funktioner
- Hjernestammen

Bevidstheden om egen eksistens i tid og rum findes i hjernestammen. Her opretholdes de vigtige livsbevarende funktioner. I hjernestammen og i hypothalamus finder man evnen at have følelser. Lykkeceller gør, at stofferne dopamin og serotonin frigøres, hvilket får os til at føle velbehag. Man ved at motion og bevægelse påvirker disse lykkeceller i positiv retning. Hjernestammen, som Bergström også omtaler som tilfældighedsgeneratoren, kommunikerer indad, og repræsenterer kaos og uorden.
- Hjernebarken

I hjernebarken formidles kontakten mellem hjernen og det ydre miljø. Der finder man menneskets intelligens og opmærksomhed. Forskellige områder i hjernebarken har ansvaret for forskellige evner; det drejer sig om tankerne, kropsbevægelser, håndbevægelser, sprogforståelsen, taleevnen og musikforståelsen. Hjernebarken repræsenterer orden, logik og information. I bogen Barnet – den sidste slave påpeger Bergström, at en forceret og for tidlig indlæring i skolen ligefrem bremser hjernebarkens vækst med uoprettelig skade til følge.
- Pandelappen

Pandelappen huser personligheden samt evnen til indlevelse, dømmekraft og stillingtagen. Den kundskabsorienterede skole, man finder udbredt i store dele af den vestlige opdragelses- og undervisningskultur, er ifølge Bergström ikke fremmende for pandelappens funktion og udvikling. Derfor skabes værdi-invaliderne, som han kalder det. Det vil sige mennesker, der ikke besidder evnen til indlevelse, dømmekraft og stillingtagen.
- Lillehjernen

Lillehjernen styrer balancen og muskelkordination (motorik). Bergström påpeger, at en pædagogisk handling, der tager udgangspunkt i leg og bevægelse, er af afgørende betydning for, at denne del af hjernen kan stimuleres og udvikles. Stillesiddende skolearbejde hæmmer denne udvikling. Musik og dans fremmer den.
- Tindingelappen

I tindingelappen findes hippocampus, søhesten, den livsvigtige omkoblingsstation, som er en forudsætning for vores evne at kunne lære og huske. Her i hjernens centrale dele skabes også den kemiske signalsubstans, der er nødvendig, for at hjernen skal kunne sende signaler ud til vores muskler, så vi kan bevæge os. Via neuropædagogikken opbygges og styrkes, ifølge Bergström, koblingerne mellem de forskellige dele af hjernen, og dermed stimuleres også tindingelappen.

## Bergströms råd til forældrene
Et miljø præget af kreativt kaos, der stimulerer alle hjernens områder, er ifølge Bergström et optimalt miljø for et barn at vokse op i. Han har opstillet følgende neuropædagogiske råd, til stimulering af hjernen:
- Brug meget tid sammen med dit barn

Al opmærksomhed, specielt i barnets spæde alder hvor hjernen vokser og formes, er med til at opbygge de hjernecellekoblinger, der er nødvendige for intellektuel udvikling. Langt op i puberteten udbygges disse netværk mellem hjernecellerne. Det gælder især for de emotionelle netværk. Derfor er det vigtigt at bruge meget tid med sit barn.
- Tal meget med hinanden

Sproget er vigtigt for at kunne fungere intellektuelt og emotionelt. Man skal læse højt for barnet, samtale, spørge og interessere sig, og gerne diskutere meget og ofte. Konflikter og konflikthåndtering medfører, at kaos føres ind i ordenen, hvilket stimulerer den kreative evne.
- Spil og syng med barnet

Musik udvikler hjernen. Derfor bør man have musiske aktiviteter med sit barn.
- Opmuntre til leg langt op i skolealderen

Legen er af afgørende betydning for barnets indlæringsevne. Gennem legen får de forskellige dele af hjernen kontakt med hinanden. Man skal opmuntre barnets nysgerrighed og opdagelsesevne. Et barn søger nye erfaringer gennem opdagelsen. Stimuler barnets entusiasme.
- Øv motorik og bevægelse

Gennem legen stimuleres barnets fin- og grovmotorik. Evnen at tænke abstrakt bygger på hjernens grundlæggende funktion, at fungere som en bevægelsesmaskine. Det kræver et effektivt tankearbejde at kunne foretage en muskelbevægelse, og omvendt stimulerer bevægelsen hjernen positivt gennem lykkecellerne.
- Tegn og mal

At øve former og farver er en sjov og god aktivitet for barnet, som stimulerer barnets kreative evner.
- Giv ros til barnet

At give ros gør ikke bare barnet glad og lykkeligt, det forstærker i følge Bergström de nervebaner, der forbinder den forreste del af hjernestammen med mellemhjernen, hvor følelserne sidder. Når barnet er mellem 10 og 18 måneder gammel, dannes disse baner.

## Eksterne link og kildehenvisninger
- Somet.dk: Matti Bergström Arkiveret 9. juli 2006 hos  Wayback Machine
- Wahlström & Widstrand: Matti Bergström Arkiveret 10. november 2005 hos  Wayback Machine
- Psykologibasen.dk: Neuropædagogik Arkiveret 28. december 2005 hos  Wayback Machine
- Matti Bergström (hans egen hjemmeside) Arkiveret 9. oktober 2007 hos  Wayback Machine
- Tryggabarn.nu – Information om graviditet, barnsjukdomar och barns utveckling Arkiveret 1. september 2006 hos  Wayback Machine
- Globetree | World Championship in Cooperation 2006: Matti Bergström
- Datorn i Utbildningen: Leka för livet
- World Academy of Arts and Science